# 瑪麗娜·烏德戈德斯卡婭
瑪麗娜·維克托羅芙娜·烏德戈德斯卡婭（羅馬化：Marina Viktorovna Udgodskaya；1985年4月5日—），俄羅斯政治人物，自2020年擔任科斯特羅馬州波瓦利希諾農村定居點的負責人。曾爲清潔工的烏德戈德斯卡婭在选举中意外击败原负责人尼古拉·洛克捷夫后，受到了俄罗斯和外国媒体的广泛报道。